# Jaime Crombet Hernández-Baquero
Jaime Alberto Crombet Hernández-Baquero (3 de abril de 1941 - La Habana, 24 de mayo de 2013) fue un político cubano, miembro del Comité Central del Partido Comunista de Cuba desde 1975.

## Biografía

### Orígenes
Jaime Crombet Hernández-Baquero nació en Santiago de Cuba, el 3 de abril de 1941. Desde muy joven, se involucró en actividades revolucionarias. Estudió la carrera de ingeniería civil en la Universidad de La Habana.

### Inicios políticos
En su juventud, fue presidente de la Federación Estudiantil Universitaria y 1.er. Secretario de la Unión de Jóvenes Comunistas de la Universidad de La Habana y de esa misma provincia en 1964. De 1966 a 1972 se desempeñó como 1.er. Secretario del Comité Nacional de Ia UJC y al mismo tiempo Jefe de la Columna Juvenil del Centenario de 1968 a 1972. 
De 1972 a 1975, fue 2.º. Secretario del Comité Provincial del PCC en la provincia de Camagüey. Además, se desempeñó como Jefe Político del Frente Norte en la República Popular de Angola en 1976.

### Ascenso
Fue 1.er. Secretario del Comité Provincial del PCC en la provincia Ciudad de La Habana de 1977 a 1978; Embajador de Cuba en la República Popular de Angola en 1979 y 1.er. Secretario del Comité Provincial del PCC en la provincia Pinar del Río de 1980 a 1983. Fue secretario del Comité Central del PCC de 1983 a 1990; vicepresidente del Consejo de Ministros y Coronel de la Reserva de las Fuerzas Armadas Revolucionarias de Cuba.
Fue vicepresidente de la Asamblea Nacional del Poder Popular (ANPP) hasta el 2012. Fue elegido diputado por el Municipio San Cristóbal, en la provincia Pinar del Río en las I, II, III, IV, V, VI, VII Legislaturas.

### Vida personal
Tenía tres hijas: Celia, Ofelia y Tania Crombet, esta última casada con el exministro de Relaciones Exteriores de Cuba, Felipe Pérez Roque.
Falleció en La Habana el 24 de mayo de 2013, a los 72 años, víctima de una prolongada enfermedad.